# Société Luxembourgeoise de Centrales Nucléaires S.A.

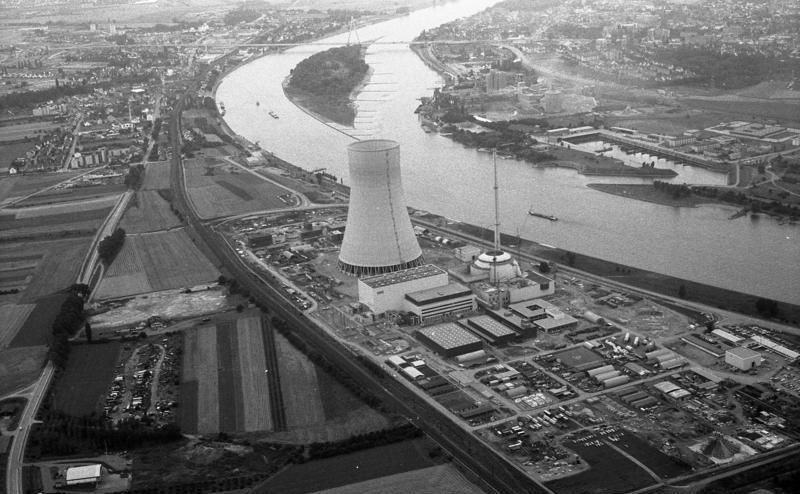
Die Société Luxembourgeoise de Centrales Nucléaires S.A. war Eigentümergesellschaft des Kernkraftwerkes Mülheim-Kärlich.

Die Société Luxembourgeoise de Centrales Nucléaires S.A., kurz S.N.A., war eine Aktiengesellschaft mit Sitz in Luxemburg. Die Gründung erfolgte am 17. Juli 1975, am 14. Oktober 2005 wurde die Société Anonyme aufgelöst.
Das Unternehmen war Eigentümergesellschaft des „teuerste[n] Kernkraftwerk[es] der Bundesrepublik“, des Kernkraftwerkes Mülheim-Kärlich. Als Betreiberin der Anlage, die nur 30 Monate nach der Erstkritikalität vom Netz genommen wurde, fungierte die RWE Power AG. Ein weiteres Bauvorhaben zur Errichtung des baugleichen Kernkraftwerks Remerschen am Ufer der Mosel im äußersten Südosten Luxemburgs, wurde nicht umgesetzt.
Im Jahr 1988 war die Rheinisch-Westfälische Elektrizitätswerk AG (heute: RWE AG) zu 30,01 Prozent an der Société Luxembourgeoise de Centrales Nucléaires beteiligt, außerdem die Deutsche Bank und die Dresdner Bank mit jeweils 25 Prozent sowie die Schweizerische Kreditanstalt mit 19,99 Prozent. Das Eigenkapital des Unternehmens lag bei 481 Millionen Mark.